# Dillenia indica
Dillenia indica är en tvåhjärtbladig växtart som beskrevs av Carl von Linné. Dillenia indica ingår i släktet Dillenia och familjen Dilleniaceae. Inga underarter finns listade i Catalogue of Life.

## Bildgalleri

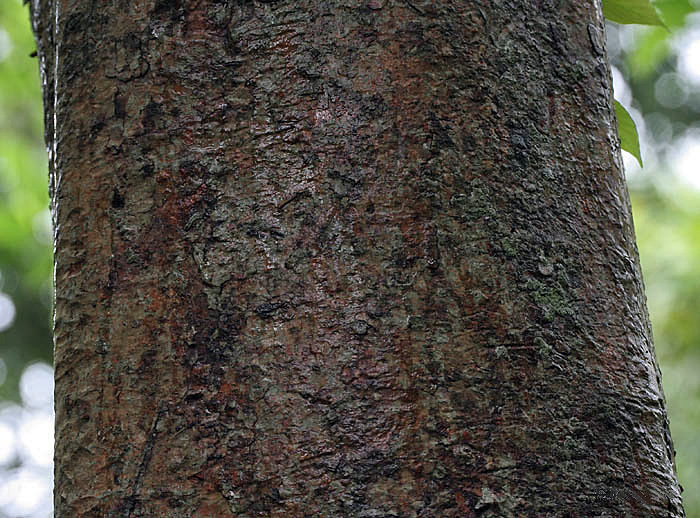
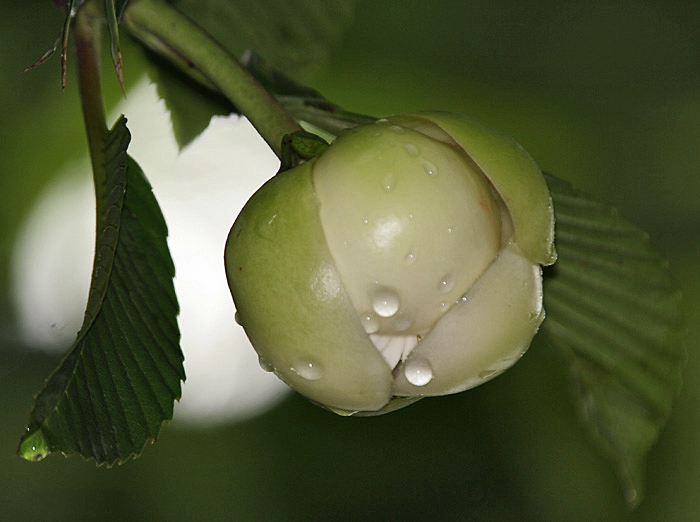
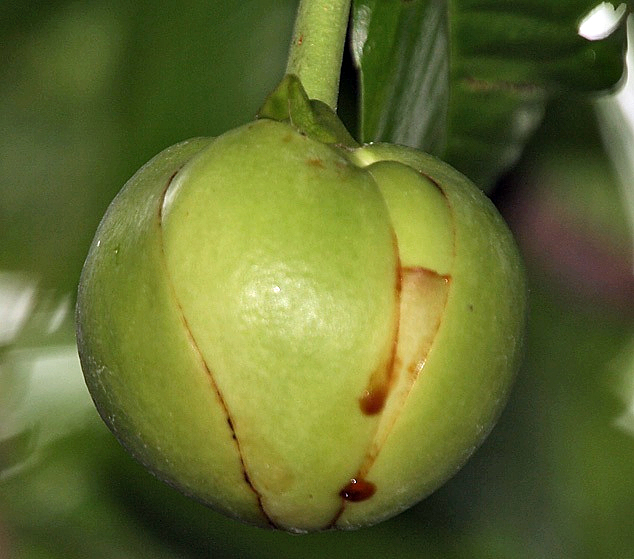
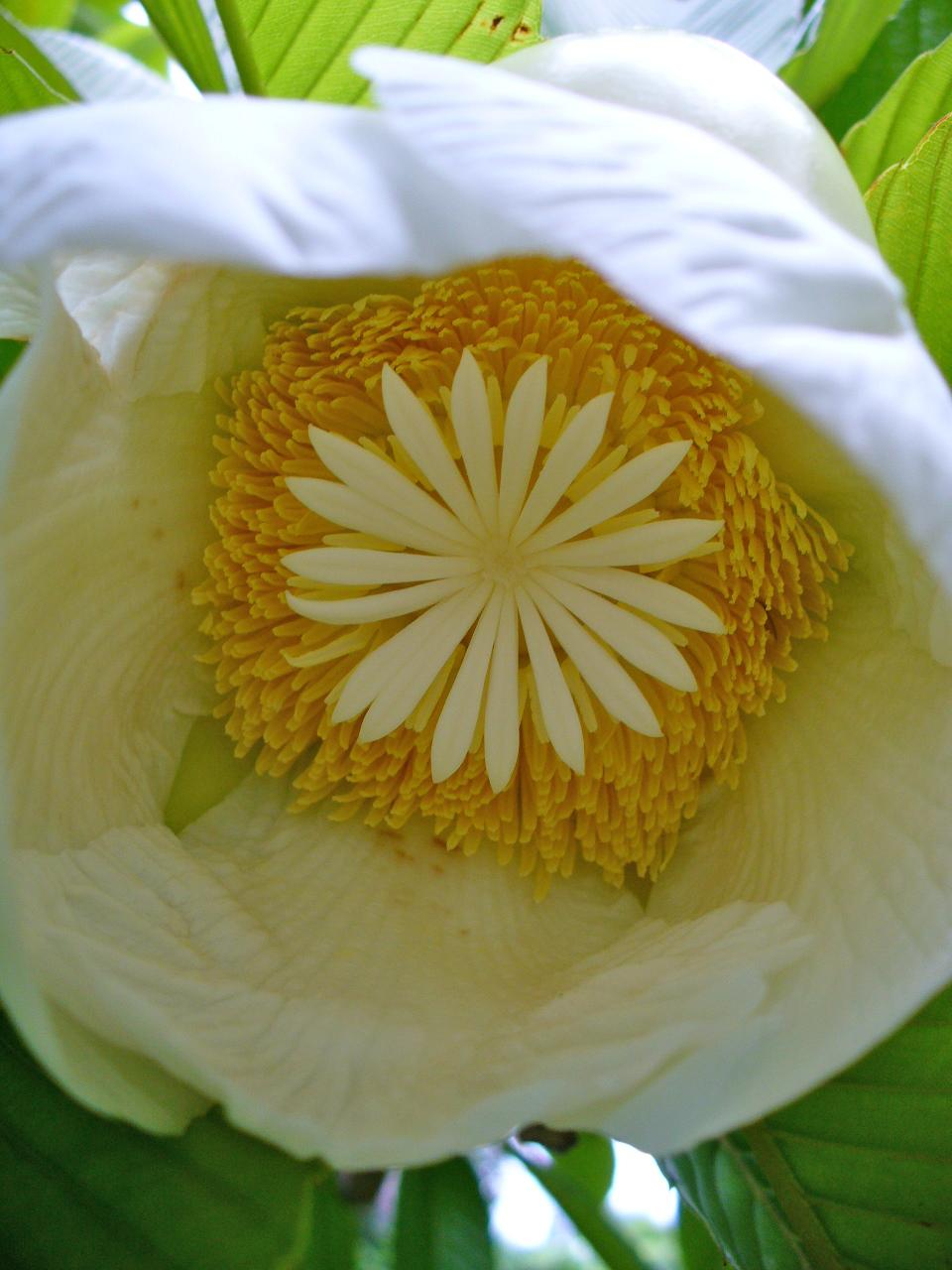
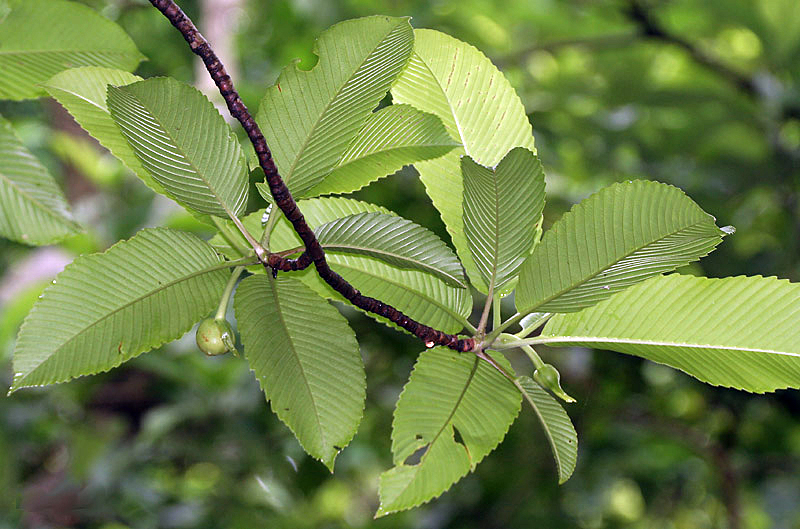
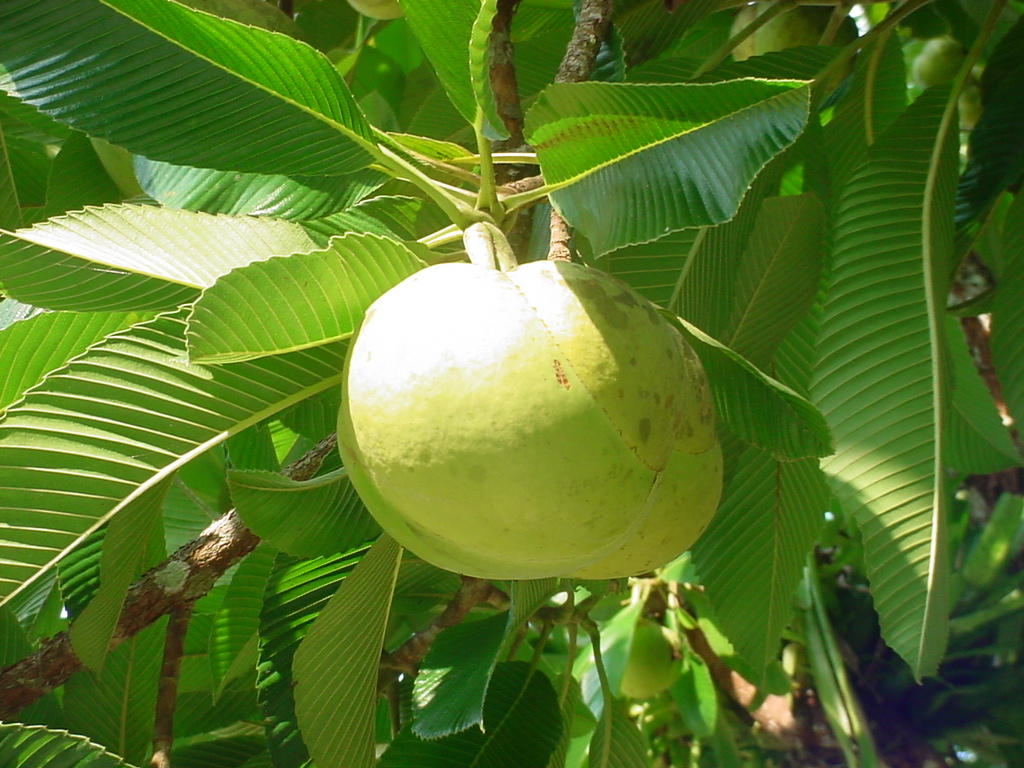